# 달이 내린 산기슭

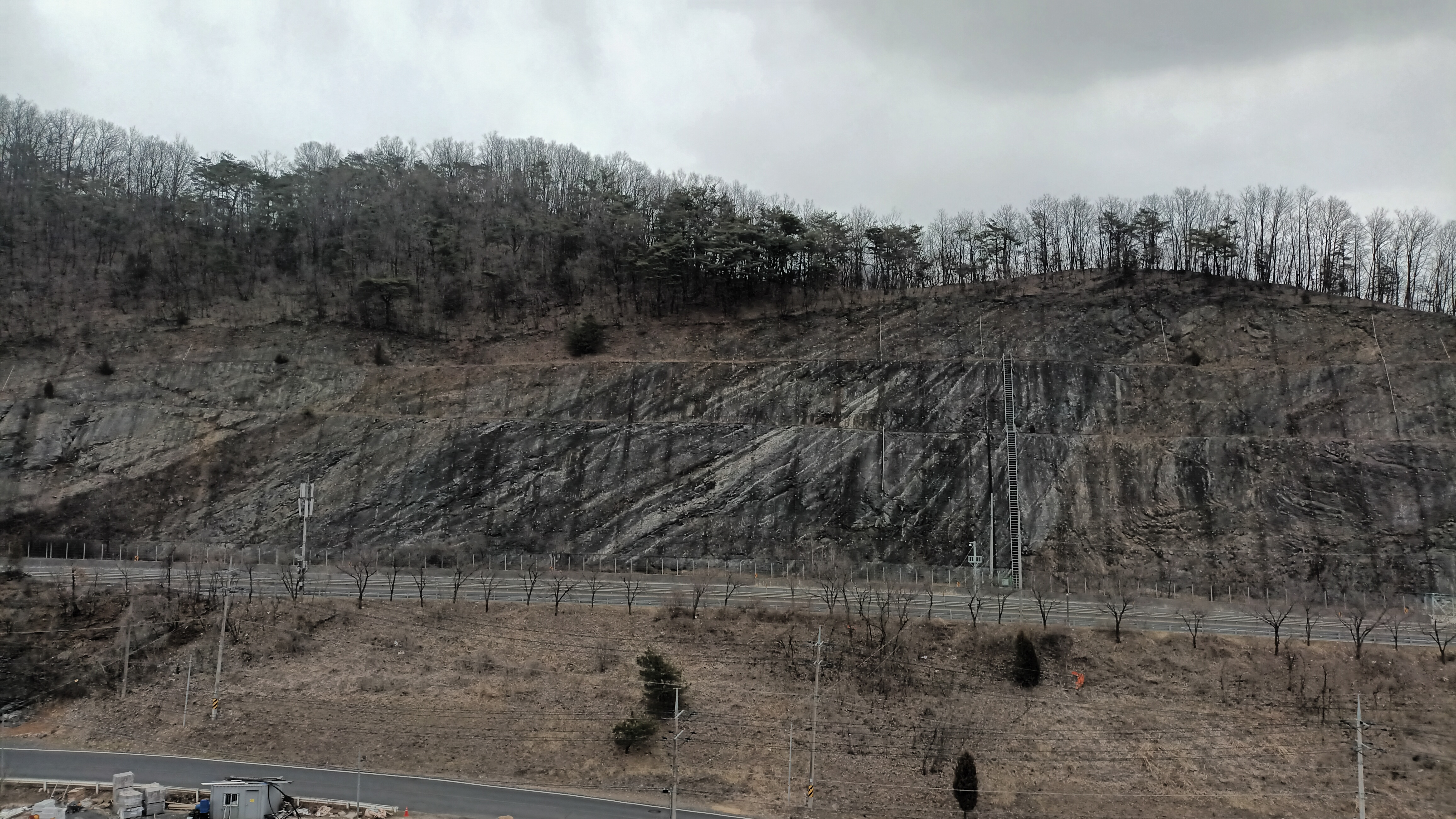
작품의 주제가 된 고생대의 지층 조선 누층군 흥월리층

《달이 내린 산기슭》은 2012년 4월 발행된 조선 누층군 흥월리층을 주제로 한 웹툰이다. 대한민국의 지질학자 손장원 교수가 연재한 이 만화는 젊은 지질학자 '오원경'이 강원도의 한 산길도로에서 만난, 흥월리층 지층을 모에화한 정령 '월리'와 함께 떠나는 여정을 그렸다. 웹툰에 등장하는 가상의 지질학자 '오원경'은 전국을 돌며 화석을 채집하여 판매하고, 화석안내서를 집필하기도 하는 인물로 충청북도 단양군을 둘러보던 중 오원경은 우연히 2001년 지질 조사 때 '사라진'(정확히는 지층명이 무효화된) 조선 누층군 흥월리층의 정령을 만난다. 살아갈 곳을 잃은 흥월리층의 정령은 오원경과 함께 세상을 둘러보며 다른 안식처를 찾기 위한 여행길을 떠나게 되는 내용이다.

## 줄거리와 지질학적 요소
아래는 작품에 등장하는 지질학적 요소이다. 작품의 줄거리보다는 지질학적 내용에 중점을 두어 설명한다. 

### 1화
충청북도 단양군 어상천면의 삼태산 부근 지방도 제519호선 도로를 지나던 지질학자 오원경은, 갑작스레 쏟아지는 비 속에서 벼락이 인근의 절벽에 떨어져 암석 절벽이 무너지는 광경을 목격한다. 이로 인해 영월군의 지층인 흥월리층의 정령 '월리'(Wolri)는 오원경과 마주한다. 월리는 지층명이 사라져 자신의 지층 속으로 돌아갈 수 없게 되었음을 깨닫는다. 오원경은 그녀가 낙담할 거라 생각했지만, 정작 월리는 의연하다. 오히려 오랫동안 한 동네에 머물렀더니 질렸던 참이라며 원경을 가이드 삼아 세상 나들이를 나서게 된다.

### 2화

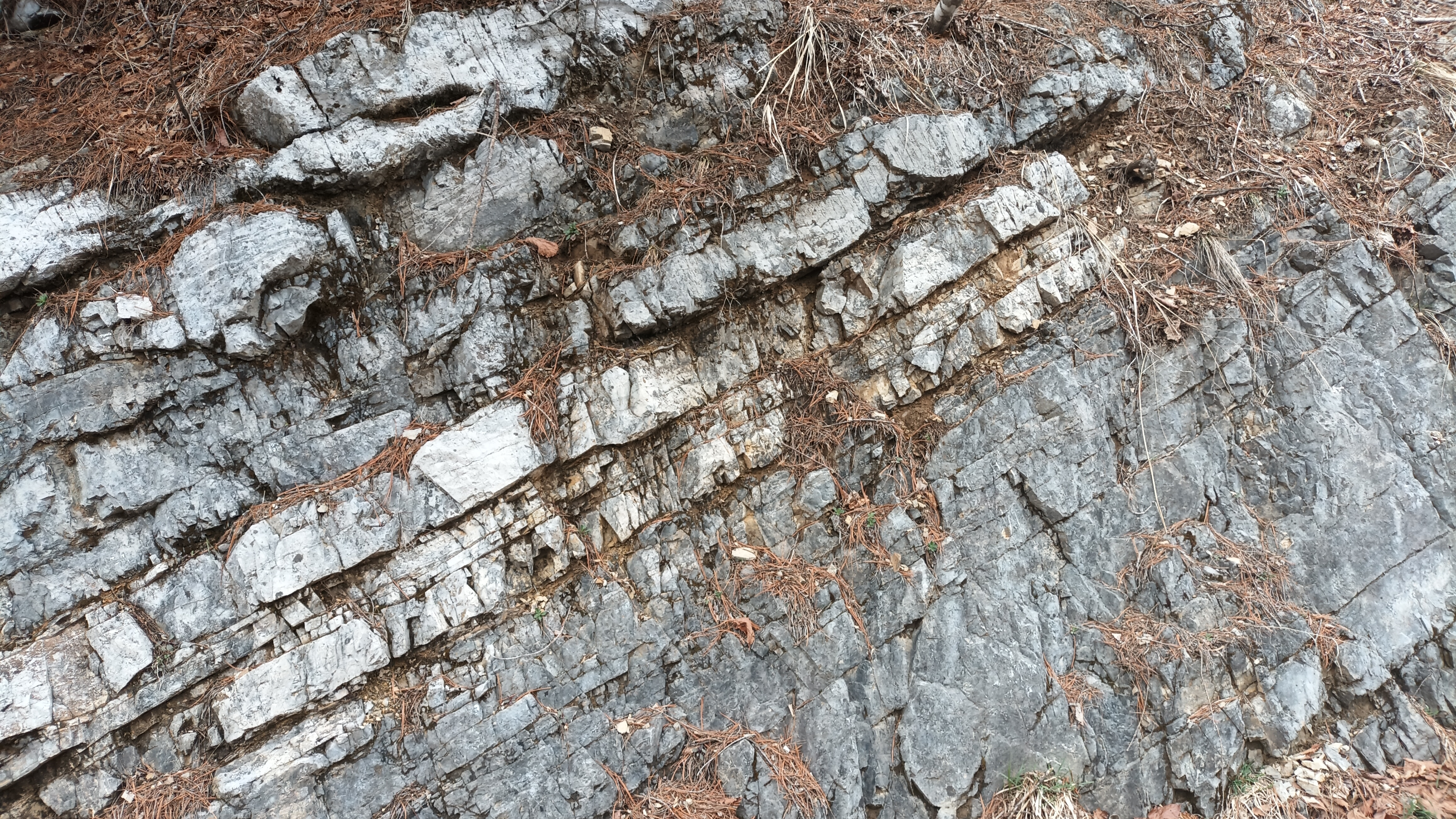
석개재 단면 막골층 노두의 실제 사진

강원특별자치도 삼척시 가곡면과 경상북도 봉화군 석포면의 경계에 위치한 석개재 단면이 등장한다. 석개재는 조선 누층군 태백층군의 모든 지층이 1,100 m 두께로 드러나 있는 좋은 지질 단면이다.웹툰에서는 석개재 단면에 있는 화절층의 리본암과 삼엽충 화석에 대해 언급한다. 여주이가 정령에게 '월리'라는 이름을 붙여 준다. 

### 3화

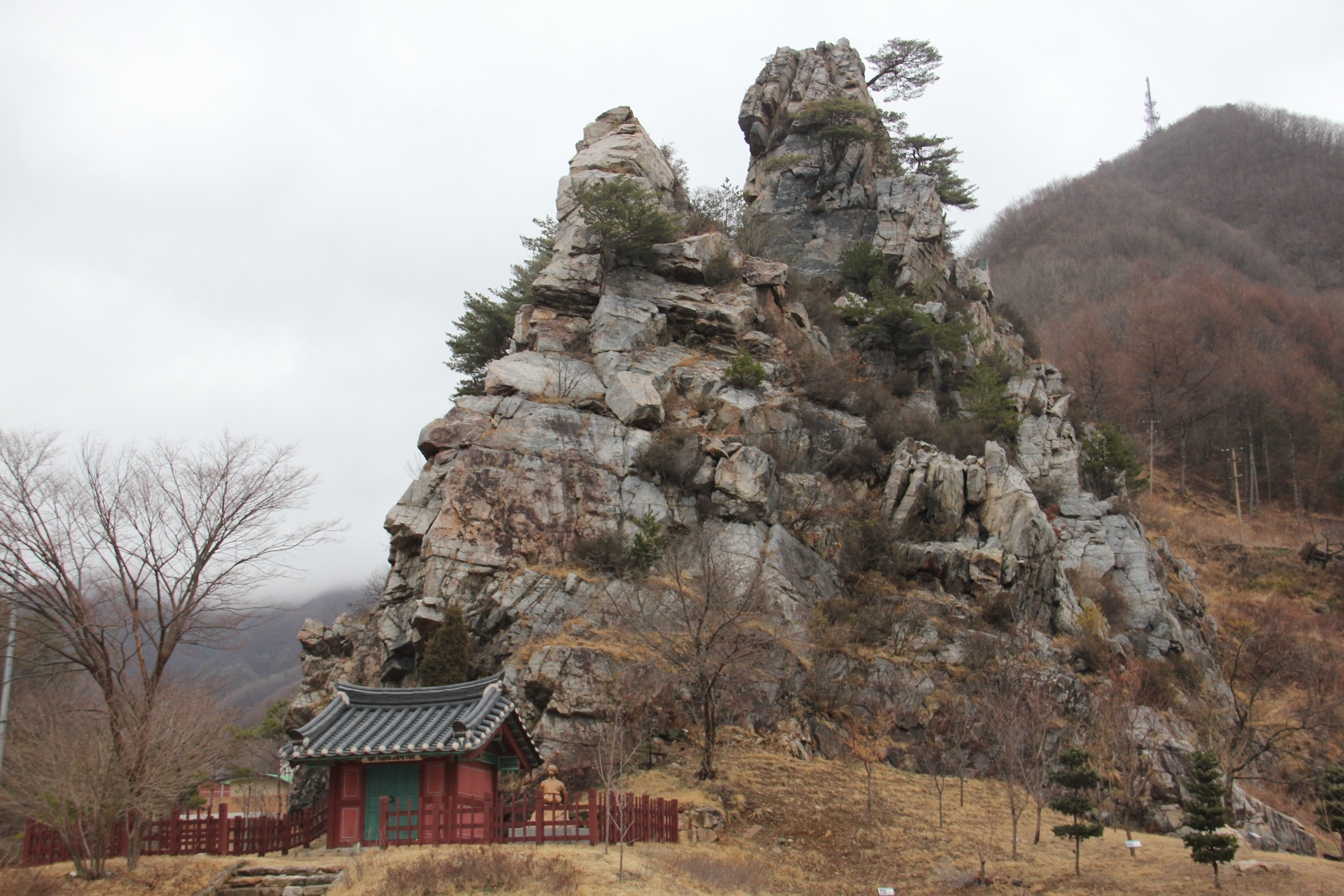
3화에 등장한 꼴두바위(꼴두바우, 고두암)의 실제 모습이다. 조선 누층군의 최하부 지층인 장산 규암층으로 구성된다.

3화 초반에 강원특별자치도 영월군 상동읍에 있는 꼴두바위가 등장한다. 이 바위는 풍화에 강한 조선 누층군 장산 규암층이 차별 침식의 결과로 돌출 지형을 형성한 것이다. 또한 작중 인물의 대화 중 상동광산에 대한 언급이 있다. 

### 4화
조선 누층군 묘봉층, 동점 규암층, 두무골층, 1962년 태백산지구지하자원조사단의 지질도에 대한 언급이 있다. 

### 5화

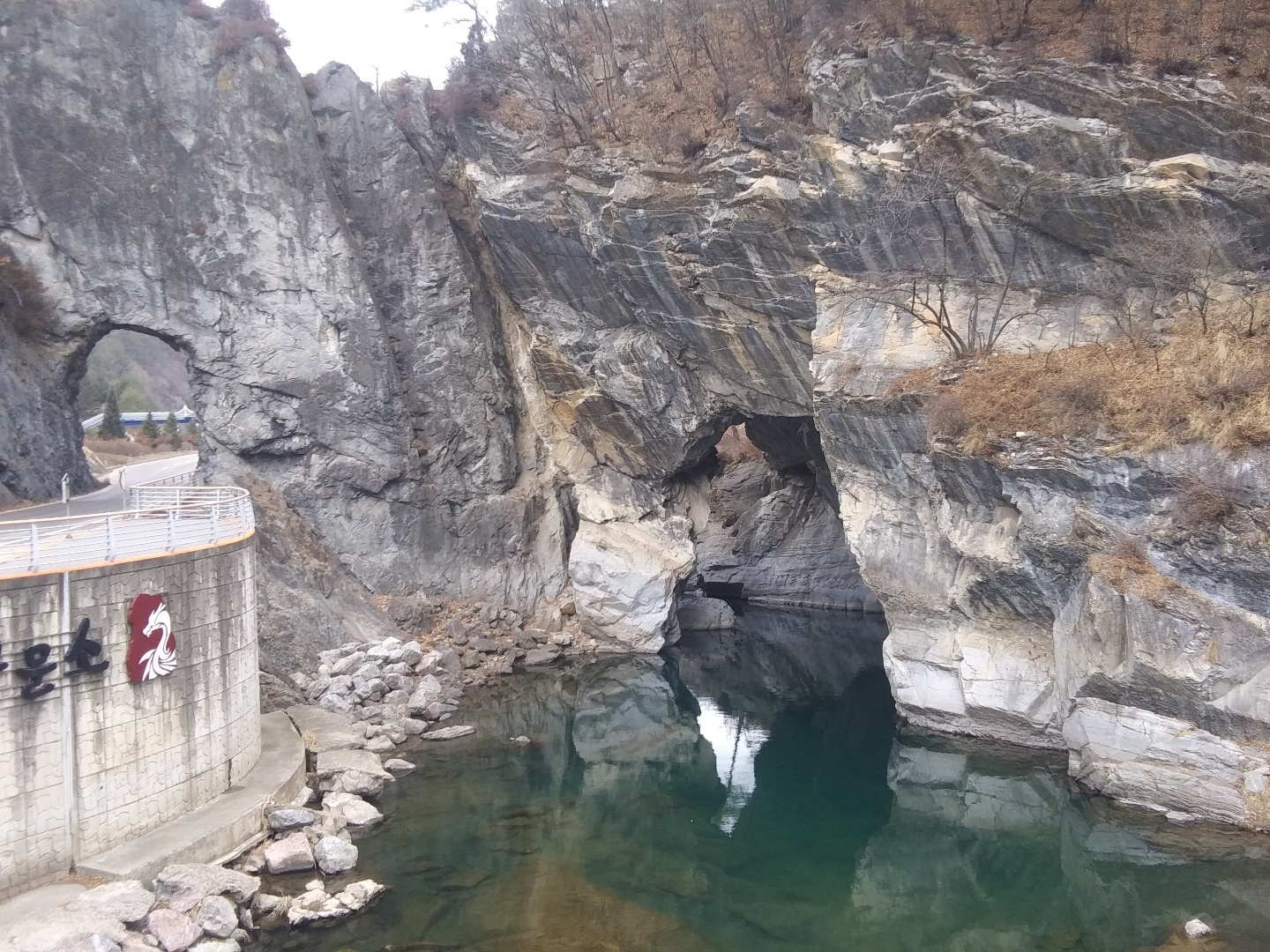
태백시 구문소의 조선 누층군 막골층

구문소 일대의 지질을 조사한다. 단층의 정령이 등장한다. 조선 누층군 세송층, 화절층, 막골층의 노두가 나온다. 

### 6화
서울특별시 남산을 방문한다. 

### 7화
석개재 단면이 다시 나온다. 조선 누층군 묘봉층의 표식지인 묘봉 산신령이 등장한다.

### 8화, 9화

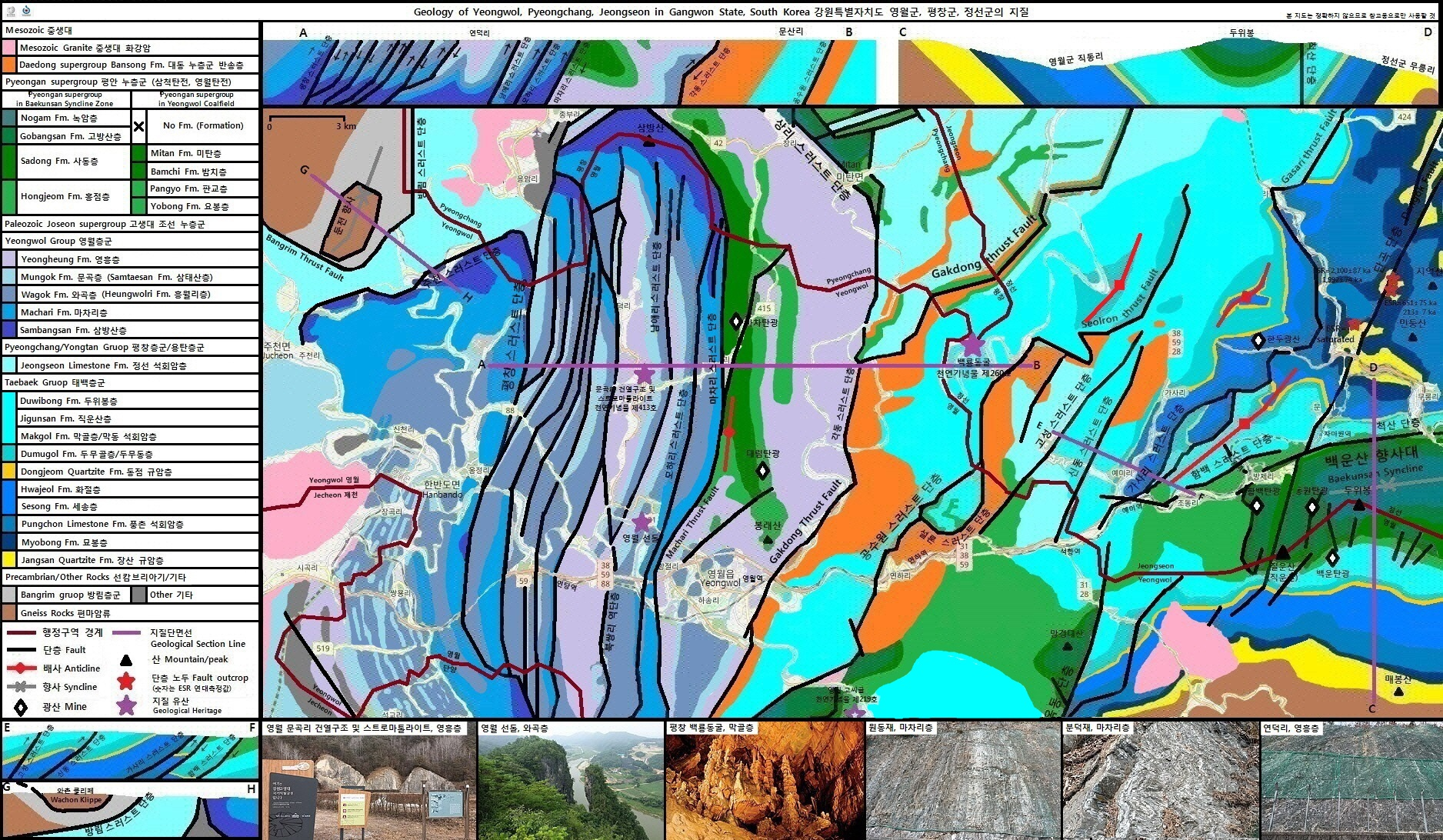
영월군의 지질과 영월인편상구조대의 지질도

영월군의 지질을 조사한다. 조선 누층군 영월층군 마차리층, 와곡층(흥월리층의 현재 이름), 문곡층(삼태산층의 현재 이름), 리본암, 영월인편상구조대의 역단층에 대한 언급이 있다. 흥월리층(의 이름)을 없애고 와곡층으로 대체시킨 논문이 나온다. 

### 10화, 11화
웹툰 첫 페이지에 사군다리 단면의 지질주상도 중 세송층, 화절층 부분과 삼엽충 화석에 근거하여 설정된 Asioptychaspis subglobosa 생층서대의 이름이 나온다. 백운산 남측 단면과 구문소 부근에서 세송층과 화절층의 정령이 등장한다. 또한 11화에서 등장인물들의 작중 대화 중에 Kaolishania 삼엽충 생층서대(Biozone; 바이오존)가 언급된다. 

### 12화

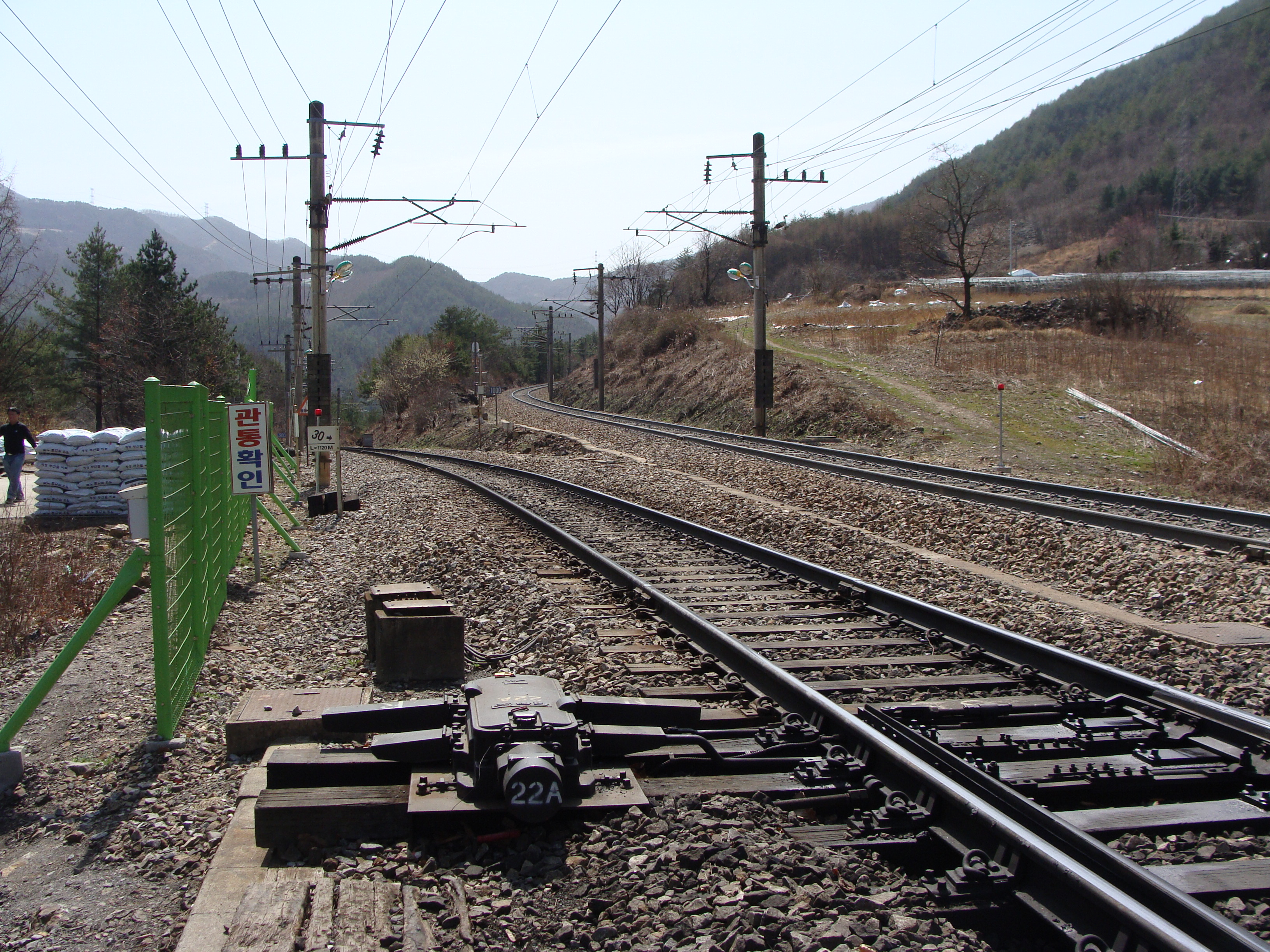
영동선 흥전역~나한정역 구간의 스위치백

현재는 폐지된 영동선 스위치백에 대한 언급이 있다. 영동선의 스위치백은 작품이 나온 직후 2012년 6월 솔안터널 개통으로 폐지되었다. 지질학적 내용은 없다. 

### 13화
구문소와 태백고생대자연사박물관, 삼엽충 화석, 황철석이 등장한다. 

### 14화

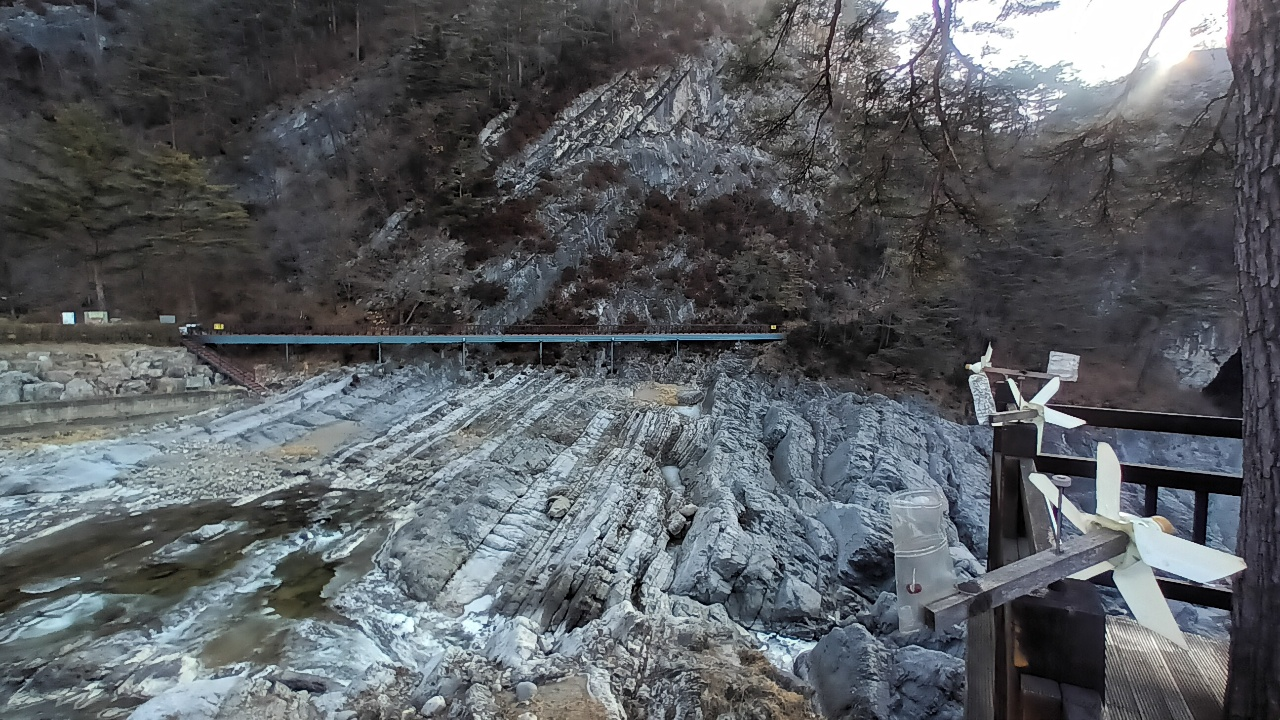
14화에 등장한 막골층 노두의 실제 사진

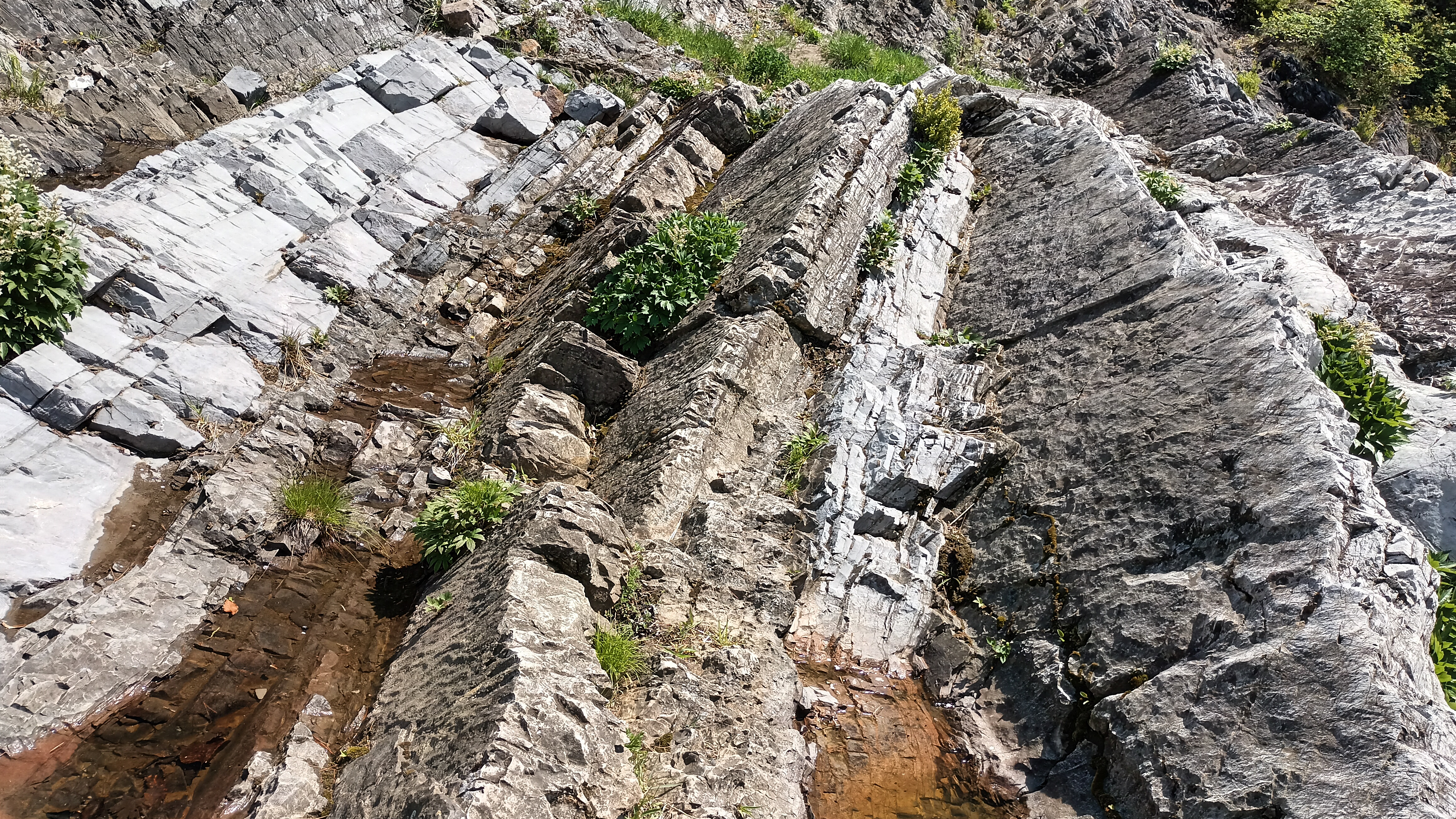
14화에 등장한 막골층의 연흔과 건열

구문소 옆 태백고생대자연사박물관 앞의 조선 누층군 막골층 노두와 태백산의 산신령이 등장한다. 해당 노두에 대해서는 태백시의 지질과 막골층 문서를 참조하라. 

### 15화

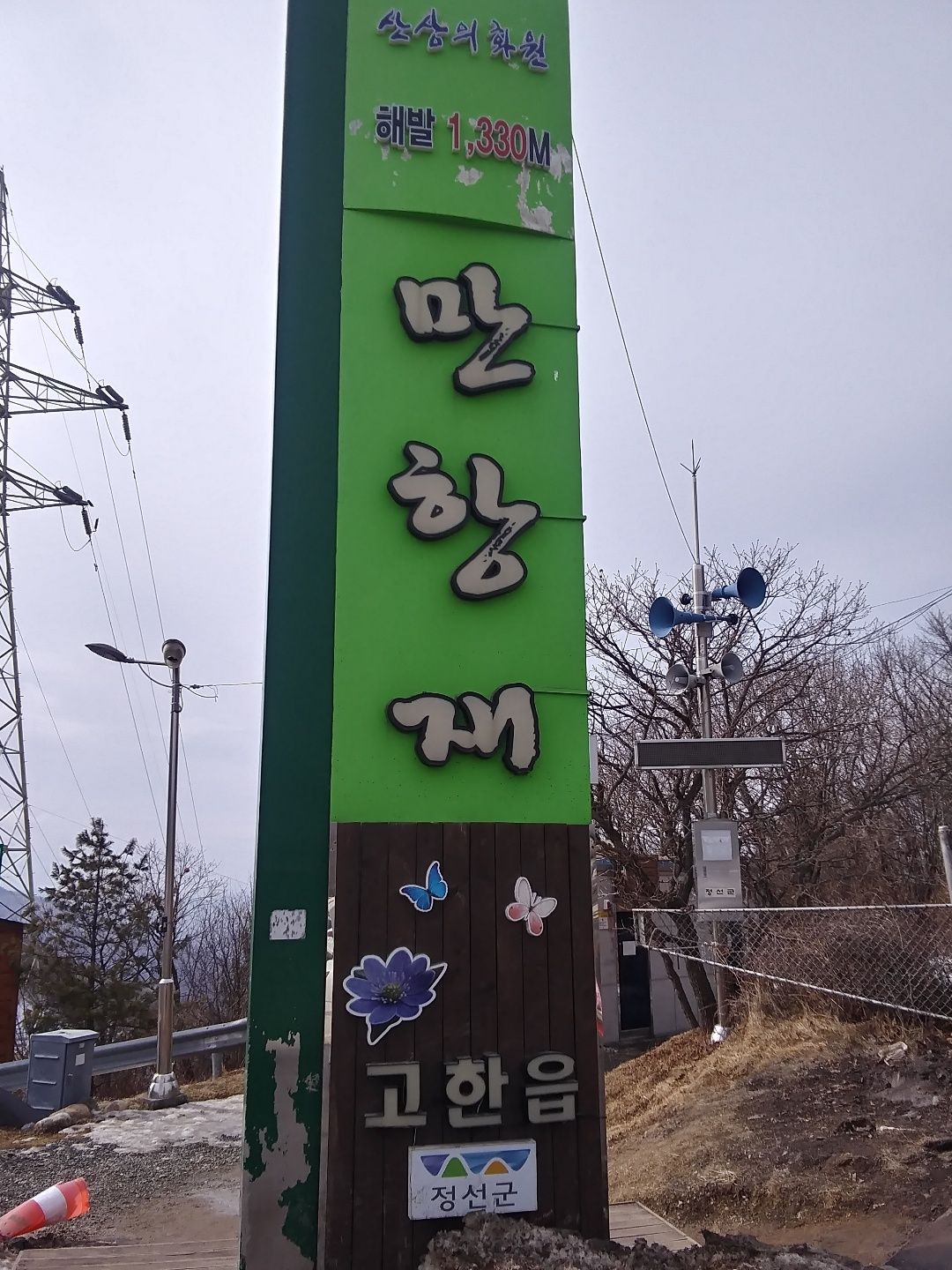
15화에 등장하는 만항재의 실제 모습

만항재 부근의 평안 누층군과 직운산층의 삼엽충 화석이 등장한다. 

### 16화

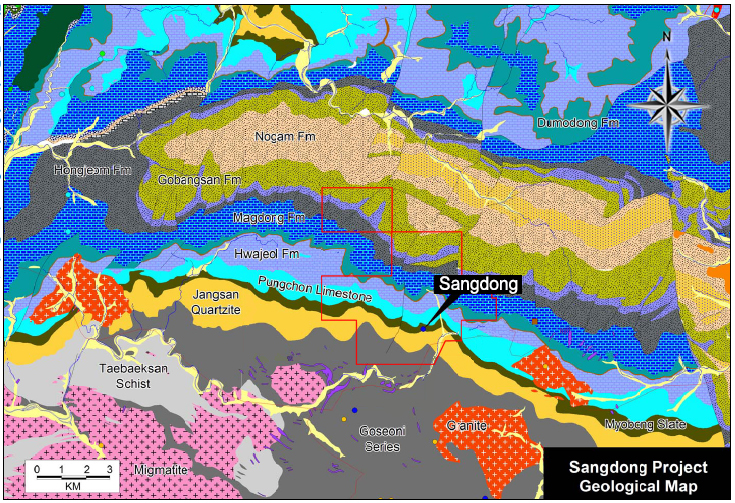
백운산 일대에 분포하는 백운산 향사대 구조

백운산 향사대 구조가 언급된다.

### 17화
태백레이싱파크 부근의 세송층과 화절층이 출현하는 사군다리 단면이 등장한다. 

### 19화
태백시 황지연못 공원이 등장한다. 지질학적 내용은 없다. 

### 20화

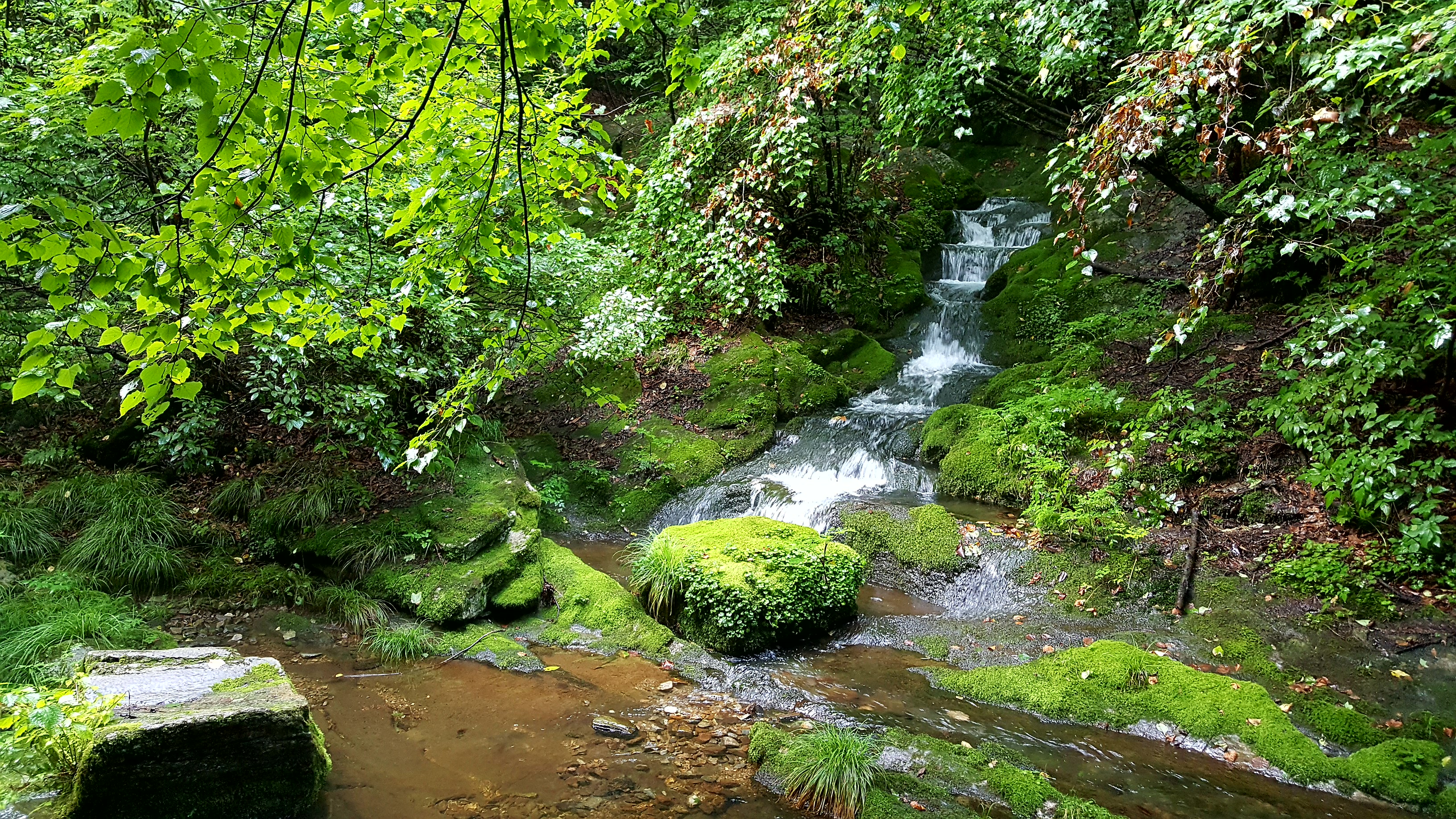
20화에 나온 검룡소

한강의 발원지 검룡소가 등장한다. 웹툰에는 언급되지 않지만 실제로 검룡소 일대에 분포하는 지층은 조선 누층군 막골층이다.

## 등장인물

### 인간
오원경
가상의 지질학자로 전국을 돌며 화석을 채집하여 판매하고, 화석안내서를 집필하기도 하는 인물로 충청북도 단양군을 둘러보던 중 오원경은 우연히 2001년 지질 조사 때 '사라진'(정확히는 지층명이 무효화된) 조선 누층군 흥월리층의 정령을 만난다.
여주이
오원경의 대학 동기이다. 2화의 석개재 단면에서 등장한다.
최구일
오원경과 여주이의 대학 동기로 졸업 후에도 학교에 혼자 남아 있다.
배소연
오원경의 후배로 박사과정의 대학원생으로 화석을 연구한다.

### 조선 누층군지층의정령
월리(Weolri)
정령으로 이름은 조선 누층군 흥월리층에서 월리를 따 왔다. 지층으로 들어갈 수 없게 되어 하는 수 없이 지질학자 오원경과 동행하게 된다. 1화에서 오원경과 처음 대면했을 때부터 "앞장서라, 인간"과 같이 명령조로 말을 한다. 오원경과 만나 그와 같이 세상 나들이를 나선다. 정령이지만 오원경의 카메라 없는 휴대폰을 보며 '후졌다'라고 하거나, TV드라마를 재미있게 보는 등 인간세상 생활에는 전혀 문제가 없다.
함백산 산신령
함백산의 산신령이다. 인간 남성의 모습을 하고 있다.
묘봉 산신령
석개재 인근에 위치하며 조선 누층군 묘봉층의 표식지인 묘봉의 산신령이다. 인간 여성의 모습을 하고 있다.
태백산 산신령
태백산의 산신령이다. 인간 여성의 모습을 하고 있다.
세송과 화절
조선 누층군 태백층군 세송층과 화절층의 정령이다. 화절은 갈색 머리에 꽃을 꽂은 발랄한 여성이고, 세송은 머리를 틀어 올리고 블라우스와 롱 스커트를 입은 차분한 여성으로 절친한 단짝 친구 사이다. 이 지역의 지층은 1930년대에 세송층과 화절층으로 정립되었으나 1962년 태백산지구지하자원조사단이 세송층의 존재를 인정하지 않고 화절층에 통합시키면서 실체화할 힘은 물론이고 존재 자체가 위태로운 지경에 이르렀는데, 오원경의 연구로 세송층이 다시 분리되면서 되살아났다. 화절은 자신의 영역이 줄어드는데도 세송층의 구별이 원경에 의해 명확해져 세송이 실체화할 힘을 얻자 매우 기뻐했고, 감사의 뜻으로 원경의 외모에 대한 조언을 해 준다.
기타
제24화 후기에 의하면, 작가는 태백층군의 다른 지층들에도 정령을 설정했지만 만화에는 나오지 않았다. 대기층은 하얗고 매끈한 석회암으로 창백한 남자 청년, 동점층은 사암 지층으로 친절한 아저씨, 묘봉층은 흑색의 사암으로 까칠한 여성 정령이다.

## 지질학적 배경

### 흥월리층
소설의 배경이자 정령 '월리'가 나온 흥월리층(Heungweolri Formation, 興月里層)은 대한민국 태백산분지에 분포하는 조선 누층군 영월층군의 지층이며 현재는 와곡층으로 이름이 변경되었다. 마차리 스러스트 단층의 서편에 주로 드러나 있으며, 마차리층 위에 정합적으로 놓인다. 주로 괴상의 (담)회색 돌로마이트로 구성되어 있다. 고바야시(1961, 1966)는 와곡층에서 산출된 보존이 불량한 완족동물 및 삼엽충 화석을 근거로 와곡층의 지질시대를 최후기 캄브리아기로 제시하였으나, 태백산지구지하자원조사단(1962)은 이를 흥월리층으로 명명하고 이 층의 시대를 전기 오르도비스기로 보았다. 와곡층의 두께는 약 500 m로 알려져 있었으나, 와곡층의 두께가 250 m를 넘지 않을 것이라는 의견도 존재한다. 본 지층은 단양군, 제천시에도 분포하며 이들 지역의 '흥월리층' 역시 돌로마이트로 구성된다.

### 석개재
2화에서 등장하는 지층 단면이다. 석개재는 강원특별자치도 삼척시 가곡면과 경상북도 봉화군 석포면의 경계에 위치한 고개로 조선 누층군 태백층군의 모든 지층이 1,100 m 두께로 드러나 있는 좋은 지질 단면이다. 2화에서 석개재 단면에 있는 화절층의 리본암과 삼엽충 화석에 대해 언급한다. 

## 목차
1권 (258p)
- 프롤로그 :『산』
- 제1화 : 여우비와 날벼락과 낙석 주의
- 제2화 : 월리라고 불러도 될까
- 제3화 : 수상한 트럭 운전사
- 제4화 : 박사 1년차가 앞길이 깜깜함
- 제5화 : 화석을 캐자
- 제6화 : 남산에 놀러가자
- 부록
  - 현장답사이야기 #1

2권 (266p)
- 제7화 : 고양이와 지층의 정령
- 제8화 : 연구실 신입생 조연희입니다.
- 제9화 : 지층에 녹아들다.
- 제10화 : 세송에서 길을 잃다
- 제11화 : 밝혀지는 원경의 과거
- 제12화 : 삼척 바닷가에서
- 제13화 : 바보들의 금
- 제14화 : 태백시 축제 가이드
- 부록
  - 현장답사이야기 #2

3권 (278p)
- 제15화 : 난 네 전공범위였어?
- 제16화 : 함백산과 백운산을 태백산에서 만나다
- 제17화 : 지층의 전문가들
- 제18화 : 힘들었겠다 그동안
- 제19화 : 안녕
- 제20화 : 정하는 건 사람이니까
- 제21화 : 다 같이 소풍을
- 제22화 : 부르지 못한 이름
- 제23화 : 달이 내린 산기슭
- 제24화 : 후기
- 부록
  - 현장답사이야기 #3

## 같이 보기
- 조선 누층군 흥월리층, 세송층, 화절층
- 영월군의 지질
- 단양군의 지질
- 제천시의 지질
- 돌로마이트
- 모에화